# 駐南非共和國臺北聯絡代表處

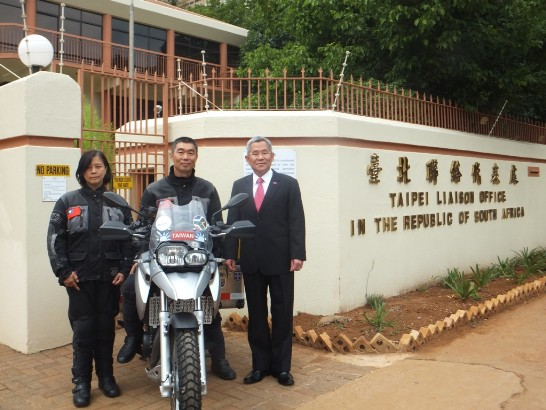
2014年1月，駐南非代表徐佩勇（右）與訪客合影於代表處大門與館牌前。

駐南非共和國臺北聯絡代表處（英語：Taipei Liaison Office in the Republic of South Africa），亦稱駐南非代表處，是中華民國政府派駐南非共和國的代表機構。
代表處負責推動臺灣與南非之間的經貿、學術、新聞、文化、科技等方面的交流合作，以及辦理護照、簽證、文件證明等领事相關業務，並提供僑民服務與旅外國人急難救助，功能等同邦交國的大使館。
領事轄區為南非行政首都比勒陀利亞，以及自由邦省、豪登省、夸祖魯-納塔爾省、林波波省、姆普马兰加省、西北省等6省，並兼轄安哥拉、波札那、蒲隆地、葛摩、厄立特里亚、肯尼亚、莱索托、马达加斯加、马拉维、毛里求斯、卢旺达、塞舌尔、索马里、坦桑尼亚、乌干达、赞比亚、辛巴威等國家。

## 歷史
1996年11月27日，受到南非共产党等國內親中派壓力的南非政府表示將與中華民國斷交，且將於1998年1月與中华人民共和国建交。對於南非斷交的決定，中華民國外交部長章孝嚴於1996年12月3日前往南非進行嚴正交涉，但南非方面僅稱將與中華民國維持「外交關係以外之最高層級關係」（the highest possible level of representation short of full diplomatic recognition），並未提出具體辦法。中華民國政府於是採取3項因應措施：召回駐南非大使、中止兩國間大部分合作及援助計畫、兩國間的有效條約及協定，多數予以中止。此後，兩國又舉行第2、3次高層會談，以及外交部官員的12次工作階層會談，在談判過程中，兩國對於「外交關係以外之最高層級關係」的看法，在認知上有相當大差距。最後，為繼續維持兩國間的實質關係與共同利益，於1997年底就新關係達成協議，並自1998年1月1日起，於對方首都互設具大使館功能的代表機構。
1998年1月1日，中華民國在南非行政首都比勒陀利亞設立具大使館功能的駐南非共和國臺北聯絡代表處，代表處所轄各組除經濟組因業務功能需要，辦公室設於第1大城约翰内斯堡外，其餘均在普利托利亞辦公。另於第1、第2、第3大城分別設立具领事馆功能的駐約翰尼斯堡臺北聯絡辦事處（2009年10月31日關閉）、駐開普敦臺北聯絡辦事處、駐臺北聯絡辦事處（1998年7月6日關閉）。
1998年1月1日，南非亦同時在首都臺北設立類似功能的南非聯絡辦事處（Liaison Office of the Republic of South Africa）。

### 南非政府要求代表處遷址與更名
2023年12月，南非国际关系与合作部（即外交部）以口頭方式要求駐南非代表處遷出首都普勒托利亞。2024年4月，正式致送節略要求駐處半年內遷至第1大城與經濟中心的約翰尼斯堡。10月7日，在駐南非代表處舉辦國慶酒會當日以電郵再次寄送節略，要求駐處在10月30日前完成搬遷，並威脅「倘若不從就關閉代表處」。外交部長林佳龍指示研議反制措施，包括要求南非駐台辦事處遷出台北、嚴審南非人士簽證申請等。並指派亞西及非洲司長賀忠義召見南非駐台代表安德漢（Hugh Graham Anderson），表達政府抗議與不能接受的立場。
2024年10月21日，外交部長林佳龍表示「沒有要搬」，雙方依照1997年簽署的協議在首都互設代表機構，這不能單方面毀約，外交部對此表示抗議，如果南非是法治國家，就應該與台灣協商。外交部已召開應變小組會議，研議各項可能發展的因應方案。22日，行政院長卓榮泰回應「據理力爭不是一個場館、一個點的問題，是整個國家跟尊嚴，我們一定是大力維護我們的尊嚴，不過當然對方應該也是遭受到相當大來自對方（中國）的壓力。」24日，美国国务院表示「我們鼓勵所有國家擴大與台灣接觸」。台灣與全球的夥伴關係，為這些國家的公民提供重大、永續的利益。
2024年10月28日，外交部亞西及非洲司長賀忠義再次召見南非駐台代表安德漢，表達政府立場與嚴正關切。29日，外交部表示南非政府「願改由依循雙方既有官方溝通管道，優先與我方就未來雙邊關係進行磋商。」外交部相信也呼籲南非政府「在雙方協商討論獲得共識前，不會對我駐處採取任何強制手段，或其他可能干擾駐處運作以及僑民服務功能的行動；至於南非政府對未來雙邊關係的相關想法，我政府也會持續在對等、尊嚴的原則下，了解南非方面的看法，並與其交換意見。」
2024年11月26日，外交部表示南非政府已撤銷搬遷期限，代表處持續運作，雙方正在進行協商與談判。外交部政務次長吳志中表示，本次遷館案，美、英、日等國皆表態支持台灣。且是由南非主動挑起，而台灣有國際条约做為支撐，並尋求與理念相近國家的合作，對南非表達抗議。
2025年2月2日，外交部表示南非政府於1月下旬再度致函代表處，要求於3月底前搬離普利托利亞，並試圖將代表處降級更名為「貿易辦事處」。外交部亞西及非洲司長賀忠義召見南非新任駐臺代表Zakhele Mnisi表達嚴正關切。
2025年3月5日，南非外交部官網逕自將代表處降級更名為「駐南非共和國台北商務辦事處」（Taipei Commercial Office in the Republic of South Africa），中華民國外交部於16日指示亞西及非洲司與代表處分別向南非聯絡辦事處與南非外交部嚴正抗議，重申南非配合中國打壓台灣，以《聯合國大會第2758號決議》與「一個中國」政策逼迫令人無法接受，並敦促南非儘速與台灣進行討論。
2025年3月25日，外交部發言人蕭光偉表示，已就建議時地、人員組成與協議簽署方式等細節提出協商要求，尚待南非政府回覆。蕭光偉強調，南非作為今年G20峰會主辦國，更應注重並遵守國際規範，特別是遵守南非與台灣在1997年達成的協議。
2025年5月16日，外交部長林佳龍對於南非外交部官網擅自將代表處地址改為約翰尼斯堡，並刪除駐南非代表廖文哲的欄位，表示不予承認。
2025年7月21日，南非外交部發布名為「台北駐南非聯絡代表處地位」的公告，位於普利托利亞的代表處於3月31日後不再受到承認，自4月1日起改承認在約翰尼斯堡，可保有領務服務，南非與台灣的非外交與非政治往來亦會持續，同時將2駐處更名為「駐約翰尼斯堡台北商務辦事處」與「駐開普敦台北商務辦事」，且再次援引《聯大第2758號決議》與「一中政策」。中華民國外交部重申不接受，但持續與南非政府溝通，亦將視情形採取因應反制作為。

## 外部連結
- 駐南非共和國臺北聯絡代表處的Facebook、Twitter、僑務組